# Уилсон (округ, Теннесси)
Округ Уилсон (англ. Wilson County) располагается в штате Теннесси, США. Официально образован в 1799 году. По состоянию на 2010 год, численность населения составляла 113 993 человека.

## География
По данным Бюро переписи США, общая площадь округа равняется 1510 км2, из которых 1480 км2 — суша, и 30 км2, или 2,1 % — это водоёмы.

## Население
По данным переписи населения 2000 года в округе проживает 88 809 жителей в составе 32 798 домашних хозяйств и 25 582 семьи. Плотность населения составляет 60,00 человек на км2. На территории округа насчитывается 34 921 жилых строений, при плотности застройки около 24,00-х строений на км2. Расовый состав населения: белые — 91,50 %, афроамериканцы — 6,26 %, коренные американцы (индейцы) — 0,32 %, азиаты — 0,48 %, гавайцы — 0,03 %, представители других рас — 0,48 %, представители двух или более рас — 0,92 %. Испаноязычные составляли 1,27 % населения независимо от расы.
В составе 37,20 % из общего числа домашних хозяйств проживают дети в возрасте до 18 лет, 64,20 % домашних хозяйств представляют собой супружеские пары, проживающие вместе, 10,10 % домашних хозяйств представляют собой одиноких женщин без супруга, 22,00 % домашних хозяйств не имеют отношения к семьям, 18,10 % домашних хозяйств состоят из одного человека, 6,10 % домашних хозяйств состоят из престарелых (65 лет и старше), проживающих в одиночестве. Средний размер домашнего хозяйства составляет 2,67 человека, и средний размер семьи — 3,03 человека.
Возрастной состав округа: 26,20 % — моложе 18 лет, 7,70 % — от 18 до 24, 31,70 % — от 25 до 44, 24,70 % — от 45 до 64, и 24,70 % — от 65 и старше. Средний возраст жителя округа — 36 лет. На каждые 100 женщин приходится 97,40 мужчин. На каждые 100 женщин старше 18 лет приходится 94,80 мужчин.
Средний доход на домохозяйство в округе составлял 50 140 USD, на семью — 56 650 USD. Среднестатистический заработок мужчины был 39 848 USD против 26 794 USD для женщины. Доход на душу населения составлял 22 739 USD. Около 4,60 % семей и 6,70 % общего населения находились ниже черты бедности, в том числе — 7,80 % молодежи (тех, кому ещё не исполнилось 18 лет) и 11,50 % тех, кому было уже больше 65 лет.